# Полярная звезда (альманах декабристов)
«Поля́рная звезда́» («Полярная звезда. Карманная книжка для любительниц и любителей русской словесности») — литературный альманах, издававшийся К. Ф. Рылеевым и А. А. Бестужевым-Марлинским в Санкт-Петербурге в 1822—1825 гг. Вышло три книжки: на 1823, на 1824 и на 1825 годы. Последний альманах «Звёздочка» на 1826 год был отпечатан лишь частично и в продажу не поступил.

## История
Уже известные к этому времени литераторы К. Рылеев и А. Бестужев начали подготовку к изданию альманаха в 1822 году. По словам Бестужева, целью нового издания было «ознакомить публику с русской стариной, с родной словесностью, со своими писателями». Доподлинно неизвестно, кому конкретно принадлежала инициатива выпуска альманаха, Е. Оболенский в воспоминаниях писал, что это было идеей Рылеева. Кондратий Рылеев занимался в альманахе поэзией. Бестужев взял на себя составление выпусков, отбор и корректуру материалов. Он же занимался организационными вопросами и переговорами с цензором.
В апреле-мае 1822 года компаньоны отправили письма лучшим российским авторам с просьбой прислать произведения для альманаха. Рукописи пришли от Ф. Глинки, А. Корниловича, В. Жуковского, Д. Давыдова, Н. Гнедича, А. Воейкова, О. Сомова, О. Сенковского, Н. Греча, И. Крылова, А. Дельвига, А. Измайлова, Е. Баратынского, других авторов. Находясь в бессарабской ссылке, участником издания стал Пушкин. Свои произведения отдали альманаху и сами издатели. В «Полярной звезде» приняли участие практически все лучшие русские писатели этого времени и ряд авторов второго ряда, без которых представление о текущем литературном процессе стало бы неполным:
Чтобы иметь возможность напечатать альманах, Рылееву и Бестужеву пришлось выдержать схватку с цензурой и, по воспоминаниям современника, даже «закупать» цензора А. Бирукова. 30 ноября 1822 года разрешение на публикацию было получено, и в типографии Н. Греча заработал печатный станок. «Полярная звезда» на 1823 год вышла тиражом 600 экземпляров и в декабре 1822 года поступила в лавку издателя и книгопродавца И. Слёнина. Книжки были небольшие, карманного формата. Издание разошлось всего за одну неделю.
Очевидный успех издания позволил увеличить тираж второго выпуска. «Полярная звезда» на 1824 год преодолела цензуру 20 декабря 1823 года, и тираж в полторы тысячи экземпляров был распродан за три недели. Как писал один из авторов альманаха Ф. Булгарин в «Литературных листках», это был «единственный пример в русской литературе, ибо, исключая „Историю государства Российского“ г. Карамзина, ни одна книга и ни один журнал не имели подобного успеха». Прибыль от второго выпуска альманаха окупила все издержки. При подготовке третьего выпуска на 1825 год Бестужев и Рылеев смогли отказаться от услуг издателя Слёнина. Выручка позволила получить 2000 рублей прибыли и при этом выплатить литературный гонорар практически всем авторам третьего альманаха. Это стало прецедентом в издании журналов и альманахов в России и важным шагом на пути профессионализации писательского труда. До сих пор, как правило, деньги от издания получали только составители сборников и некоторые наиболее маститые авторы, а интерес большинства писателей состоял в самой возможности познакомить публику с плодами своего творчества. Несколько лет спустя издатели, пытавшиеся получать материалы «по старинке» бесплатно, пользуясь своими литературными знакомствами, начали испытывать проблемы с наполнением сборников.
За поднесённые экземпляры «Полярной звезды» на 1824 год издатели были награждены перстнями и золотой табакеркой от императрицы.
С весны 1824 года главным помещением редакции становится новая квартира Рылеева в доме Российской Американской Компании на Мойке. В связи с возросшей к 1825 году занятостью компаньонов делами Северного общества и службой в Российской Американской Компании, издание третьего номера далось с большим трудом. Существуют данные, что первый тираж этого томика погиб во время петербургского наводнения 7 ноября 1824 года. Как бы то ни было, в январе в первом номере «Сыне Отечества» появилось «Объявление об издании „Полярной Звезды“ на 1825 год», в котором издатели сообщили, что «издание замедлилось некоторыми обстоятельствами, появится не к 1 января 1825 года, но к святой неделе». Книжка вышла только 21 марта 1825 года.
Издатели задумываются о прекращении выпуска альманаха, однако решают опубликовать еще один томик меньшего объёма с имеющимся материалом. В апреле 1825 года в журнале П. И. Кёппена «Библиографические листы» было помещено объявление о будущем выходе альманаха «Звёздочка». Его выпуск готовился в конце года, когда дела тайного общества значительно осложнились. К 14 декабря, дню восстания на Сенатской площади, в типографии Главного штаба было отпечатано 80 страниц. После ареста Рылеева и Бестужева дальнейшая печать прекратилась, уже готовые листы были конфискованы и 36 лет пролежали в кладовых бывшей военной типографии. В 1861 году они были сожжены, однако до наших дней сохранились два экземпляра, находившиеся у друга Бестужева А. Н. Креницына и библиофила П. А. Ефремова, а также цензурная рукопись.
После разгрома восстания «Полярная звезда» стала крамольным изданием. В 1826 году великий князь Михаил Павлович за чтение «Полярной Звезды» отправил солдатом на Кавказ Петра Бестужева. Отягчающим вину обстоятельством в глазах князя послужило то, что альманах был раскрыт на «Исповеди Наливайки» Рылеева.

## Содержание «Полярной звезды»
Напрасно ахнула Европа,

Не унывайте, не беда!

От петербургского потопа 

Спаслась «Полярная звезда». 

Бестужев, твой ковчег на бреге! 

Парнаса блещут высоты; 

И в благодетельном ковчеге 

Спаслись и люди и скоты.

А. С. Пушкин, 1825
Небольшой объём карманного издания накладывал серьёзные ограничения на публикуемый материал. В основном печатались небольшие стихотворения и отрывки из поэм и прозаических произведений. Но и в небольшом объёме удавалось дать место большому количеству лучших писателей и поэтов второго ряда. Так, в альманахе на 1825 год были напечатаны стихи Пушкина (отрывки из «Цыган», «Братьев разбойников», «Послание к Алексееву»), Е. Баратынского (семь стихотворений), П. Вяземского (два), Ф. Глинки (три), В. Л. Пушкина (два), Н. Языкова (три), К. Рылеева (три отрывка из «Наливайки» и «Стансы»), И. Крылова (две басни), Н. Гнедича (отрывок из XIX песни «Илиады»), А. Грибоедова и И. Козлова (по одному), В. Григорьева («Нашествие Мамая»), В. Туманского, А. Хомякова, П. Плетнёва, Н. Иванчина-Писарева, Е. Зайцевского. В прозаическом отделе появились сочинения А. Корниловича (исторический очерк), Сенковского («восточные повести»), Ф. Глинки, Ф. Булгарина, путевые записки Н. А. Бестужева («Гибралтар») и В. Жуковского («Отрывок из письма о Швейцарии»). Всё это разнообразие даже сподвигло язвительного Пушкина на эпиграмму про спасённых «ковчегом» Бестужева людей и скотов.
Новинкой альманаха были открывавшие каждый выпуск литературно-критические обзоры Бестужева, в которых он подводил итоги предшествующего развития русской словесности. «Полярная звезда» на 1823 год начиналась «Взглядом на старую и новую словесность в России», интересным, хотя и вынужденно поверхностным обзором всего предыдущего развития русской литературы от летописей Нестора до 1822 года. Последующие обзоры («Взгляд на русскую словесность в течение 1823 года» и «Взгляд на русскую словесность в течение 1824 и начале 1825 года») уже ограничены жесткими хронологическими рамками. Бестужевские обзоры отличались концептуальностью, аналитичностью, сюжетной стройностью. В. Белинский считал Бестужева создателем жанра ежегодных обозрений литературы и продолжил использовать как его принципы, так и само слово «взгляд» применительно к этому жанру.
Обзоры обсуждались обоими соредакторами и выражали их общую позицию по литературным вопросам. Эта позиция находила также выражение в отборе произведений для альманаха. Бестужев высказывался против «безнародности» литературы и залогом её успехов видел обращение к народным корням, народному творчеству, героическому прошлому русского народа. От писателей он ожидал избавления от подражательности, очищения русского языка от заимствований — полонизмов, германизмов, галлицизмов. Многие авторы «Полярной звезды» состояли членами Вольного общества любителей российской словесности и вполне разделяли эти взгляды. Бестужев являлся приверженцем романтизма, выступал за гражданственность и патриотизм в литературе, за её связь с политическими идеями современности. Как выражение этих принципов, одним из стержней альманаха были «Думы» Рылеева и его вольнолюбивые исторические поэмы.

## «Полярная звезда» и цензура
«Полярная звезда» считается альманахом декабристской ориентации. Многие её авторы были так или иначе связаны с движением декабристов. Проблемы возникали как у издателей из-за цензоров, так и у цензоров из-за издателей. Многие произведения в альманахе опубликованы с купюрами. Из стихотворения Вяземского «Петербург» Бируков вычеркнул весь конец (увидев стихотворение урезанным, Вяземский жаловался, что его «выпустили на позор»). Элегия Пушкина «Овидию» была напечатана без подписи, дабы не раздражать цензора аналогиями между судьбами автора и «адресата».
В то же время удалось легально опубликовать рылеевскую «Исповедь Наливайки». За это через министра просвещения А. Шишкова цензор получил выговор от Александра I, и соответствующие листы были бы вырезаны из издания, если бы оно к этому моменту не было уже распродано.

§ 151 сказано: «Не позволяется пропускать к напечатанию места, имеющие двоякий смысл, ежели один из их противен цензурным правилам». Сие подаёт повод к бесконечным прениям… В оправдание нового сего § приводят, что цензура на основании прежних правил пропускала сочинения возмутительные: Исповедь Наливайки, Войнаровского и проч. Это неправда. Сии сочинения отнюдь не двусмысленные: они явно проповедуют бунт, восстание на законную власть, выставляют в похвальном виде мятежников и разбойников и проч., и пропущены к напечатанию по непростительной глупости цензора, читавшего оные и не понимавшего в них явного злоупотребления.
— Из обсуждения «чугунного» цензурного устава 1826 года, принятого после подавления восстания декабристов.

## Пушкин в «Полярной звезде»
Пушкин неизменно был автором всех выпусков альманаха. В «Звезде» на 1823 год появилось 4 его стихотворения. Благодаря посредничеству Туманского, в «Звезду» на 1824 год попало 9 стихотворений. В следующем выпуске напечатано одно стихотворение и по одному отрывку из поэм «Цыганы» и «Братья разбойники». В «Звёздочку» был отдан отрывок из «Евгения Онегина» «Ночной разговор Татьяны с её няней». Через цензуру многие стихи проходили с большим трудом, и не все произведения поэта оказались подписаны его именем.
Это тесное сотрудничество не обходилось без недоразумений. В попавшей неизвестными путями к Бестужеву элегии «Редеет облаков летучая гряда» оказались воспроизведены три последние стиха, которые Пушкин не предназначал для печати по личным причинам:
Когда на хижины сходила ночи тень,
И дева юная во мгле тебя искала,
И именем своим подругам называла.
Пушкин возмущённо писал Бестужеву: «Конечно, я на тебя сердит и готов с твоего позволения браниться хоть до завтра: ты не знаешь, до какой степени это мне досадно. <…> Я давно уже не сержусь за опечатки, но в старину мне случалось забалтываться стихами, и мне грустно видеть, что со мной поступают, как с умершим, не уважая ни моей воли, ни бедной собственности».
Впрочем, на опечатки Бестужева поэт сердился не меньше. В этой же «Полярной звезде» на 1824 год в стихотворении «Нереида» вместо строки «Над ясной влагою полубогиня грудь…» оказалось напечатано «Как ясной влагою полубогиня грудь…», а в стихотворении «Простишь ли мне ревнивые мечты…» вместо слов «с боязнью и мольбой» в печать попали «с болезнью и мольбой». 1 февраля Пушкин из Одессы переслал оба сочинения Булгарину, редактору журнала «Литературные листки»: «Вы очень меня обяжете, если поместите в своих листках здесь прилагаемые две пьесы. Они были с ошибками напечатаны в „Полярной звезде“, отчего в них и нет никакого смысла. Это в людях беда небольшая, но стихи не люди».
Несмотря на эти досадные инциденты, Пушкин оставался звездой «Звезды», хотя и стал отдавать предпочтение появившемуся в 1824 году альманаху «Северные цветы».

## Влияние «Полярной звезды»
Коммерческий и творческий успех альманаха декабристов породил огромное количество последователей и подражателей. Уже в 1824 году отстраненный от выпуска третьей «Звезды» книготорговец Слёнин уговорил Дельвига основать конкурентный альманах, закрепляя за собой его выпуск и продажу. Первая книжка «Северных цветов» вышла в декабре 1824 года, и в издательском объявлении, напечатанном в «Сыне Отечества», о предполагавшемся составителями «Цветов» соперничестве говорилось прямо. Почти все авторы «Полярной звезды» одновременно были и авторами «Северных цветов».
Число альманахов непрерывно возрастает. Наибольшей величины оно достигает в 1830—1831 годах, когда выходило тридцать альманахов. Вызванное примером «Звезды» распространение альманахов дало основание В. Г. Белинскому назвать десятилетие с середины 1820-х годов «альманачным периодом». В это время под модным именем «альманаха» можно было найти практически любую печатную продукцию, вплоть до сборников анекдотов. Лишь в середине тридцатых альманахи уступают место регулярным толстым литературным журналам.
В 1832 году в Москве, пользуясь именем и репутацией альманаха Рылеева и Бестужева, Иваном Глухарёвым был выпущен альманах «Полярная звезда» на 1832 год, составленный из слабых произведений неизвестных литераторов.
Как дань уважения декабристам, в 1855 году А. Герцен назвал «Полярной звездой» свой литературно-политический альманах («„Полярная звезда“ скрылась за тучами николаевского царствования. Николай прошел — „Полярная звезда“ является вновь»).
На преемственность с декабристской «Полярной звездой» также претендовал издававший в 1881 году ежемесячный литературно-исторический журнал «Полярная звезда» Салиас де Турнемир, подчеркивая, однако, что это «чисто беллетристический сборник», без всякой «подкладки политической».
Как аллюзию на альманах декабристов, имя «Полярной» или «Утренней» звезды носили еще несколько печатных изданий.

## Свет погасшей «Звезды»
Впервые материалы невышедшего альманаха «Звёздочка» — отпечатанные листы и рукопись — были опубликованы П. А. Ефремовым в историческом журнале «Русская старина» в 1883 году (том XXXIX).
В 1960 году в серии «Литературные памятники» осуществлено полное переиздание текста всех трёх выпусков «Полярной звезды» и «Звёздочки» в том виде, как они были напечатаны в XIX веке. Были воспроизведены цензурные изъятия и изменения, не учитывались последующие авторские редактуры напечатанных Рылеевым и Бестужевым вариантов произведений, имена авторов были указаны так, как они приведены в первом издании альманаха (псевдонимы, звёздочки, фамилии без имён и инициалов) и т. п. В 1982 году на основе этого полного переиздания по тому же принципу напечатан небольшой сборник избранных произведений альманаха.
В 1981 году появилось отдельное издание «Звёздочки»: тексты цензурной рукописи и факсимильное издание уцелевших листов.